# Cabo Machichaco
Die Cabo Machichaco (ex Benisaf) war ein 1882 erbautes Frachtschiff. Ursprünglich als Kohlentransporter eingesetzt, wurde es nach dem Verkauf an das Unternehmen Ybarra y Co. aus Sevilla 1885 zum Stückgutschiff umgebaut und in Cabo Machichaco umbenannt. Das Schiff fuhr im Liniendienst von Bilbao nach Santander, seine letzte Fahrt nach Santander am 24. Oktober 1893 dauerte sechs Stunden. Wegen einer Choleraepidemie in Bilbao wurde die Cabo Machichaco unter Quarantäne gestellt und sie konnte erst am 3. November im Zentrum der Stadt anlegen. Beim Entladen fing das Schiff Feuer – 43 Tonnen Sprengstoff an Bord verursachten eine gewaltige Explosion. Die Ladung, neben dem Sprengstoff aus mehreren hundert Tonnen Eisenstangen, -barren und anderen Gegenständen bestehend, flog bis zu fünf Kilometer weit und tötete 590 Personen. Die Druckwelle verursachte ein Erdbeben, welches noch in acht Kilometer Entfernung erfasst wurde. Es war die größte zivile Katastrophe im Spanien des 19. Jahrhunderts. Während Arbeiter später versuchten, den noch im Schiff verbliebenen Sprengstoff zu entfernen, ereignete sich am 21. März 1894 eine zweite Explosion mit 15 Todesopfern.

## Schiffsdaten

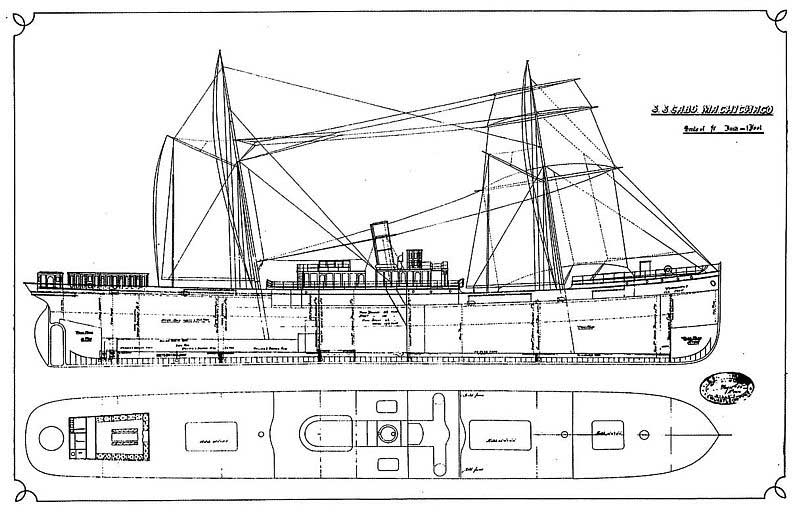
Skizze der Cabo Machichaco

Die Benisaf wurde im Jahr 1882 gebaut. Sie hatte eine Länge von 78,8 Meter (Länge über alles), eine Breite von 10,2 Meter und 5,9 Meter Tiefgang. Die Vermessung war 1.689 Bruttoregistertonnen, die Tragfähigkeit 2.500 Tons Deadweight. Die Dreifach-Expansionsmaschine trieb einen Propeller und wurde von R & W Hawthorn & Co. Ltd. geliefert, die Maschinenleistung betrug 450 Pferdestärken (331 Kilowatt) und erbrachte eine Maximalgeschwindigkeit von 8 Knoten (15 km/h). Gebaut wurde das mittelgroße Schiff auf der Werft Schlesinger, Davis & Co. in Wallsend, Newcastle upon Tyne mit der Baunummer 121.

## Geschichte
Der erste Eigentümer war der französische Reeder Jules Manier aus Le Havre, er setzte die Benisaf als Kohlentransporter ein. Im Jahr 1885 verkaufte Manier die Benisaf und drei weitere Schiffe für 49.500 Pfund Sterling an das Unternehmen Ybarra y Co. aus Sevilla. Dort wurde die Benisaf in Cabo Machichaco umbenannt. Sie fuhr auf der Linie Bilbao – Santander und transportierte dort Stückgut, wie auch auf ihrer sechsstündigen Fahrt nach Santander am 24. Oktober 1893.

## Brand und erste Explosion

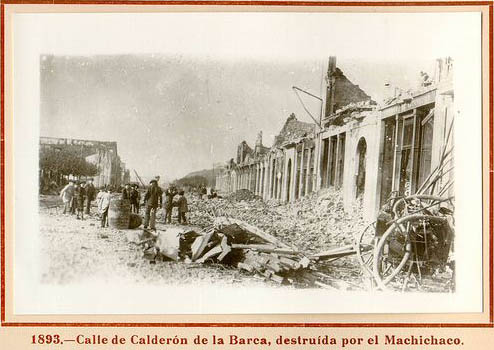
Durch die erste Explosion und Brände zerstörte Kaianlagen

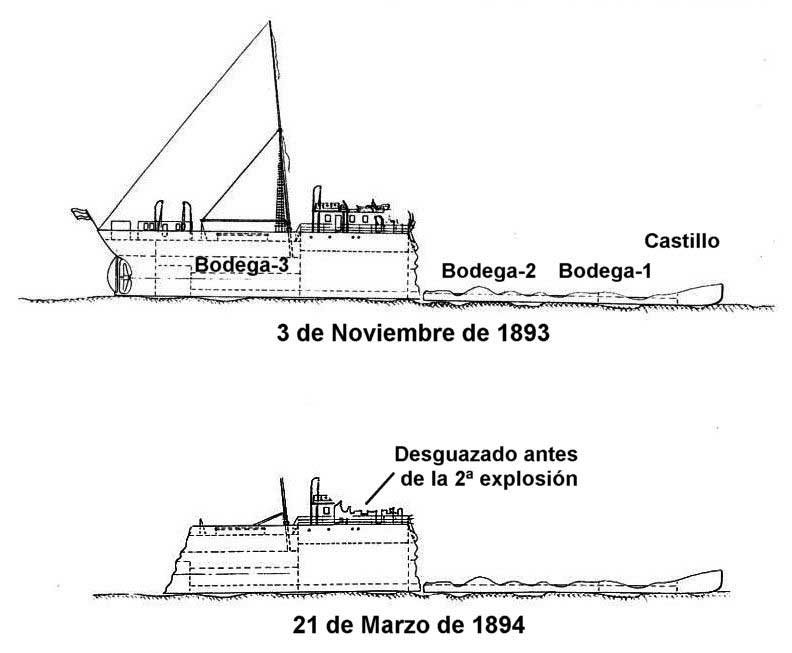
Skizze der Cabo Machichaco nach der ersten und zweiten Explosion

Die Ladung des Schiffes bestand aus 1616 Tonnen Stückgut, darunter 398 Tonnen Eisenstangen, 356 Tonnen Eisenbarren, 105 Tonnen Zinn, 68 Tonnen Eisenrohre und 55 Tonnen andere Eisenwaren wie Nägel und Schienen. Dazu kamen Mehl, Wein und 12 Tonnen Schwefelsäure als Drogerieartikel. 1720 Kisten Sprengstoff (Dynamit und Nitroglycerin) mit einem Gesamtgewicht von 51.400 Kilogramm (davon 43.000 Kilogramm Sprengstoff) befanden sich ebenfalls auf dem Schiff. Üblicherweise transportierte die Cabo Machichaco eine deutlich geringere Menge Sprengstoff nach Santander. Auf dieser Fahrt wurden jedoch neben der Sprengstofflieferung nach Santander, welche nur 20 Kisten betrug, auch die nach Sevilla (900 Kisten) und Cartagena (800 Kisten) transportiert. Diese Lieferung hätte eigentlich eine Woche früher mit einem anderen Schiff transportiert werden sollen, doch war dessen Fahrt ausgefallen. Mit einer solchen Sprengstoffladung an Bord hätte die Cabo Machichaco den Hafen von Santander gar nicht anlaufen dürfen. Offiziell hatte sie jedoch nur 20 Kisten geladen, die restlichen 1700 wurden von den Hafenbeamten „übersehen“ und nicht vermerkt, ein übliches Verfahren die Regeln zu umgehen.
Wegen einer Choleraepidemie in Bilbao wurde die Cabo Machichaco zehn Tage lang unter Quarantäne gestellt. Sie musste am Rand der Bucht von Santander ankern, nahe dem Lazarett Pedrosa. Am 3. November wurde die Quarantäne beendet und das Schiff legte um 7 Uhr an Pier Nummer 1 an, im Zentrum der Stadt. Um 8 Uhr begann die in großer Eile durchgeführte Entladung des Schiffes, durch die Quarantäne war man in Verzug geraten. Am Nachmittag des 3. Novembers brach ein Feuer im hinteren Teil der Cabo Machichaco aus. Zwei Matrosen sagten später, sie hätten Rauch von achtern, aus dem Maschinenraum, gesehen. Der Grund für das Feuer konnte auch bei späteren Untersuchungen nicht festgestellt werden. Die Besatzung des Transatlantikliners Alfons XIII., der nahe der Cabo Machichaco vertäut lag, half bei dem Versuch, den Brand aufzuhalten.
Nach etwa einer Stunde war die Hälfte des Feuers gelöscht, doch es hatte sich unbemerkt bis zu den Sprengstoffkisten ausgebreitet. Die Explosion riss die vordere Schiffshälfte weg und schleuderte große Mengen Eisen und brennendes Holz in das Zentrum von Santander. Gleichzeitig entstand durch die Druckwelle ein kleines Erdbeben, welches noch in acht Kilometer Entfernung erfasst wurde. Ein Teil der rund 3.000 Zuschauer, die sich auf dem Kai und den angrenzenden Straßen versammelt hatten, um das brennende Schiff zu sehen, wurde von der Druckwelle hinweggefegt. Die größten Schäden entstanden jedoch durch herumfliegende Schienen, Stangen und Rohre, die in alle Richtungen schossen. Die nahen Gebäude wurden zerstört und viele Menschen durch herumfliegende Teile getötet. Durch herumfliegende, brennende Schiffsteile begann es in der Stadt an mehreren Stellen zu brennen. Die Ladung des Schiffes wurde hauptsächlich in einem Umkreis von rund 700 Metern um das Schiff verteilt; einzelne Gegenstände flogen bis zu fünf Kilometer weit.
Infolge der Explosion wurden die meisten Feuerwehrmänner und Polizisten von Santander getötet; sie befanden sich wegen des Brandes nahe dem Schiff. Es überlebten nur wenige Personen, die für Katastrophenfälle ausgebildet waren; die Versorgung der Verletzten und die Brandbekämpfung begann daher nur schleppend. Der Ingenieur Bruna war der Erste, der die Brandbekämpfung organisierte. Ihm standen am Anfang nur ein Feuerwehrmann und vier Zivilisten zur Verfügung, in den nächsten Tagen bekamen sie Verstärkung von den Feuerwachen in Bilbao und San Sebastián. Auch mit dieser Hilfe konnte jedoch der komplette Abbrand der Kaianlagen nicht verhindert werden. Nach Bekanntwerden der Katastrophe reiste Germán Gamazo, der Finanzminister Spaniens, nach Santander. Zur Versorgung der Verletzten forderte er in einem Telegramm nach Madrid 4000 Pakete Mullbinden und 4000 Meter Taft an.
Die gesamten Mannschaften der Cabo Machichaco und der Alfons XIII. starben, unter den Todesopfern befand sich auch der Bürgermeister von Santander. Die an der Löschung beteiligten Arbeiter wurden ebenfalls zu einem großen Teil getötet. Insgesamt starben 590 Menschen durch die Explosion und die anschließenden Brände, etwa fünf Prozent der damaligen Bevölkerung von Santander. Rund 500 Menschen wurden schwer und weitere 1500 bis 2000 leicht verletzt; es war die größte zivile Katastrophe im Spanien des 19. Jahrhunderts.

## Zweite Explosion

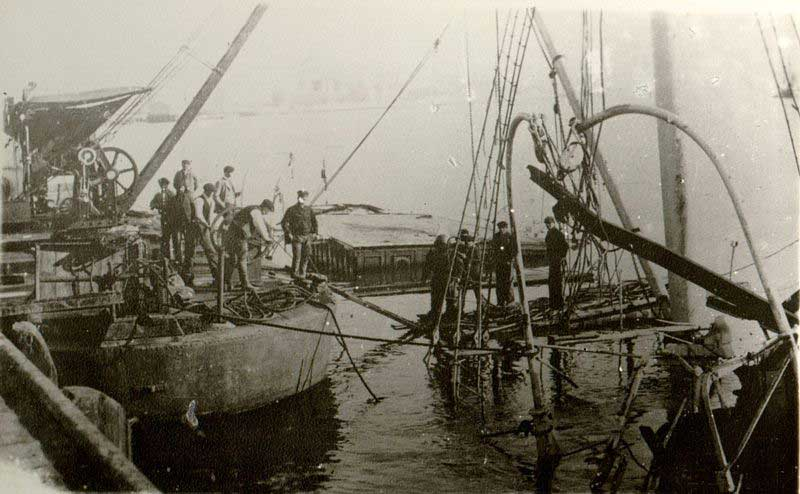
Arbeiter beim Bergen von Sprengstoff nach der ersten Explosion

Nach dem damaligen Seerecht war die Haftung des Eigentümers der Cabo Machichaco, José María de Ybarra, nur auf den Restwert des Schiffes und der Fracht begrenzt. Er zahlte jedoch eine höhere Summe an die Opfer und bot an, die noch im Schiff verbliebene Menge Sprengstoff zu entfernen. Sein Angebot traf auf Zustimmung bei der Bevölkerung und dem Stadtrat. Unter Aufsicht von Vertretern der Marine und Sprengstoffexperten wurde mit der Bergung des Sprengstoffs begonnen. Bis zum 19. Februar 1894 war ein Großteil der restlichen Fracht und des Sprengstoffs geborgen. Es befanden sich jedoch noch immer zwischen zwei und vier Tonnen davon an Bord. Da die Temperatur auf 13 Grad Celsius gesunken war, wurde das bis dahin flüssige Nitroglycerin fest, und um es in diesem erstarrten Zustand zu beseitigen, hätte man es losklopfen müssen. In der Stadt gab es verschiedene Meinungen über das weitere Vorgehen, man konnte sich jedoch auf keine davon einigen. Durch einen Beschluss des Königs wurde eine Expertenkommission mit der Entscheidungsfindung beauftragt; sie traf am 5. März in Santander ein. Nach Prüfung verschiedener Optionen entschied die Kommission, dass die Bergung fortgesetzt werden sollte.
Am 21. März um 20 Uhr ging ein Arbeiter mit einer Lampe in die Laderäume der Cabo Machichaco, und um 21:10 Uhr ereignete sich die zweite Explosion. Das bis dahin relativ intakte Heck wurde weggesprengt, 15 Menschen wurden getötet und 9 verletzt. Die meisten der Mitarbeiter des Hafenkapitäns, die die erste Explosion überlebt hatten, starben. Die Bevölkerung versuchte nun das Haus des Gouverneurs, das Büro von Ybarra und zwei seiner Schiffe zu stürmen, die Guardia Civil drängte die Menschen mit aufgepflanztem Bajonett zurück. 
Die Reste des Schiffs wurden bis auf einen kleinen Teil 1895 und 1896 entfernt.

## Berichterstattung
Über die Katastrophen in Santander berichteten viele ausländische Zeitungen. Aufgrund der damals langsamen Kommunikationswege dauerte es allerdings oft einige Tage, bevor die Nachricht zu lesen war. Le Figaro berichtete am 5. November 1893 vom Unglück und der entstandenen Zerstörung, allerdings wurden im Artikel nur 150 Tote genannt, ebenso in der Neuen Freien Presse. Am 9. November erschien im Figaro ein weiterer, ausführlicherer Artikel. The Advertiser schrieb am 13. Dezember von der Katastrophe, am 15. Dezember auch der Sydney Morning Herald. Anderthalb Monate nach der Katastrophe erschien die Nachricht im Brisbane Courier am 19. Dezember. Von der am 21. März 1894 stattgefundenen zweiten Explosion, wurde am 30. April berichtet. Schon am 22. März schrieb der Washington Star von ihr, die New York Times berichtete am 22., 23., 25. und 26. März. Über die erste Explosion 1893 war in der New York Times kein Artikel erschienen. Am 24. August, fünf Monate nach dem Unglück vom 21. März, erschien in der Hawaiian Gazette die Mitteilung von einer zweiten Explosion in Santander.

## Gerichtsprozesse
In zwei Gerichtsprozessen versuchte die Versicherung La Unión y el Fénix, die Versicherungssumme einzubehalten, da die Explosionen wegen Unachtsamkeiten der Besatzung entstanden sein sollten. Die Reederei hingegen argumentierte, dass „die Unglücke nicht vorhersehbar gewesen seien“ und dass „im Hafen von Santander immer Schiffe mit Sprengstoff an Bord lagen“. Nachdem die spanische Marine die Klage der Versicherung abgewiesen hatte, zog diese vor den höchsten spanischen Gerichtshof, den Tribunal Supremo. Dieser entschied am 23. Juni 1900, dass die Klage unbegründet sei, und wies die Versicherung an, die Versicherungssumme auszuzahlen.
Der in Santander geborene Historiker Rafael González Echegaray (1923–1985) verteidigte das Vorgehen des Kapitäns der Cabo Machichaco, Facundo Léniz Maza. González Echegaray kritisierte hingegen die Hafenbehörden, welche die geltenden Regeln nicht beachtet hätten. Die vom Schiff ausgehende Gefahr wurde völlig verkannt, was sich im fahrlässigen Verhalten aller Beteiligten widerspiegelte.

## Denkmäler und Erinnerung

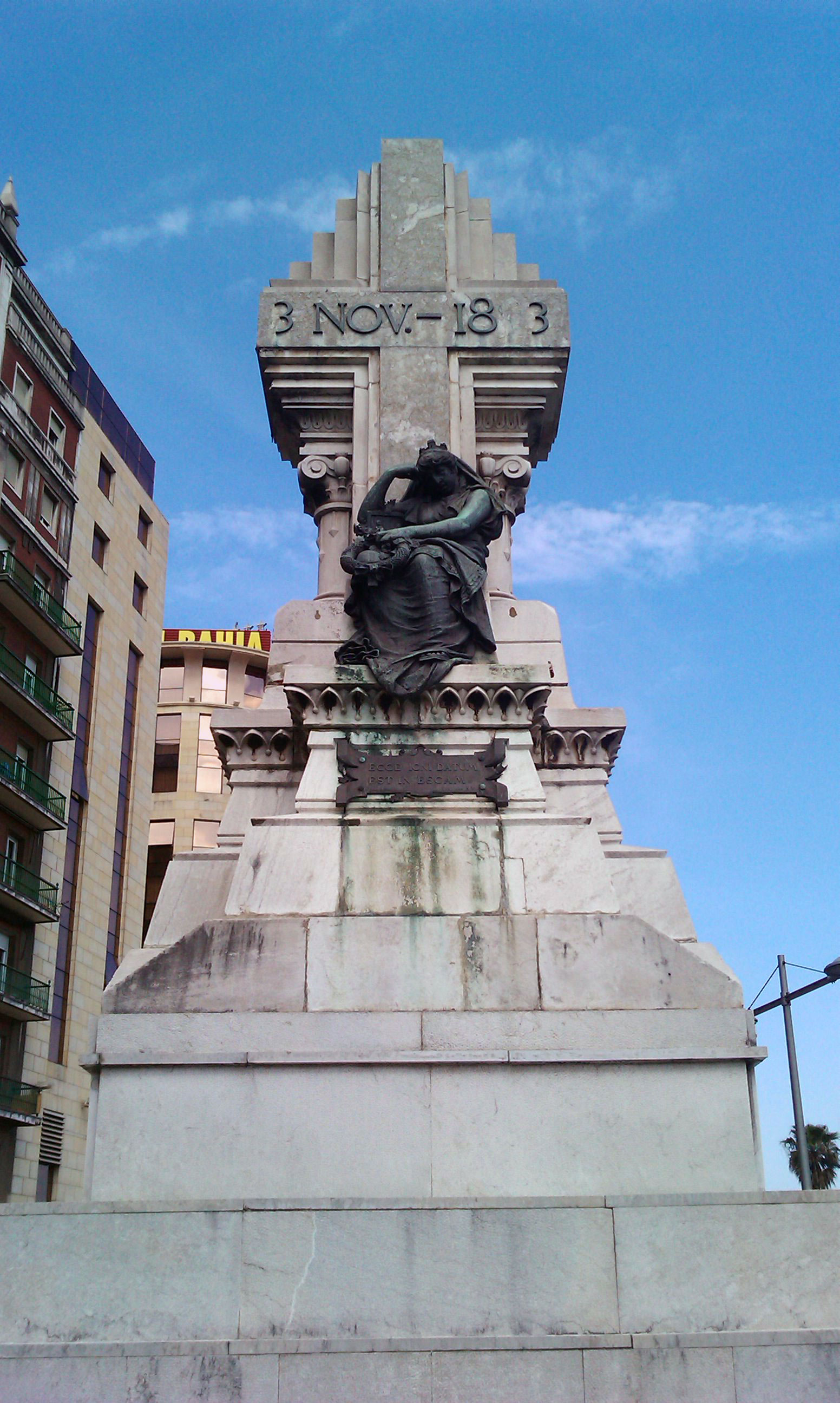
Das von Valentín Casalís geschaffene Denkmal

Zur Erinnerung an die Opfer der Katastrophen wurden zwei Denkmäler errichtet. Das erste wurde 1896 vom Stadtarchitekten von Santander, Valentín R. Lavín Casalís, geschaffen und steht nahe dem Ort der Explosionen. Casalís hatte bei der Brandbekämpfung eine wichtige Rolle gespielt, indem er die Ausbreitung des Feuers durch mehrere Notfalleinsätze verhinderte. Sein Denkmal besteht aus einem massiven Steinkreuz, das sich stufenförmig verjüngt. Auf einem Vorsprung am pyramidenförmigen Sockel sitzt eine Bronzeskulptur von Cipriano Folgueras Doiztúa. Am Friedhof von Ciriego, einem Stadtteil Santanders, steht das zweite Denkmal. Es ist ein Werk von A. García Cabezas und besteht aus einer Säule, die neben einem Sarg auf einer Steinplatte steht. Am großen Hauptdenkmal werden jedes Jahr am 3. November von Vertretern der Stadt Blumen niedergelegt.